# Yasuaki Shimizu

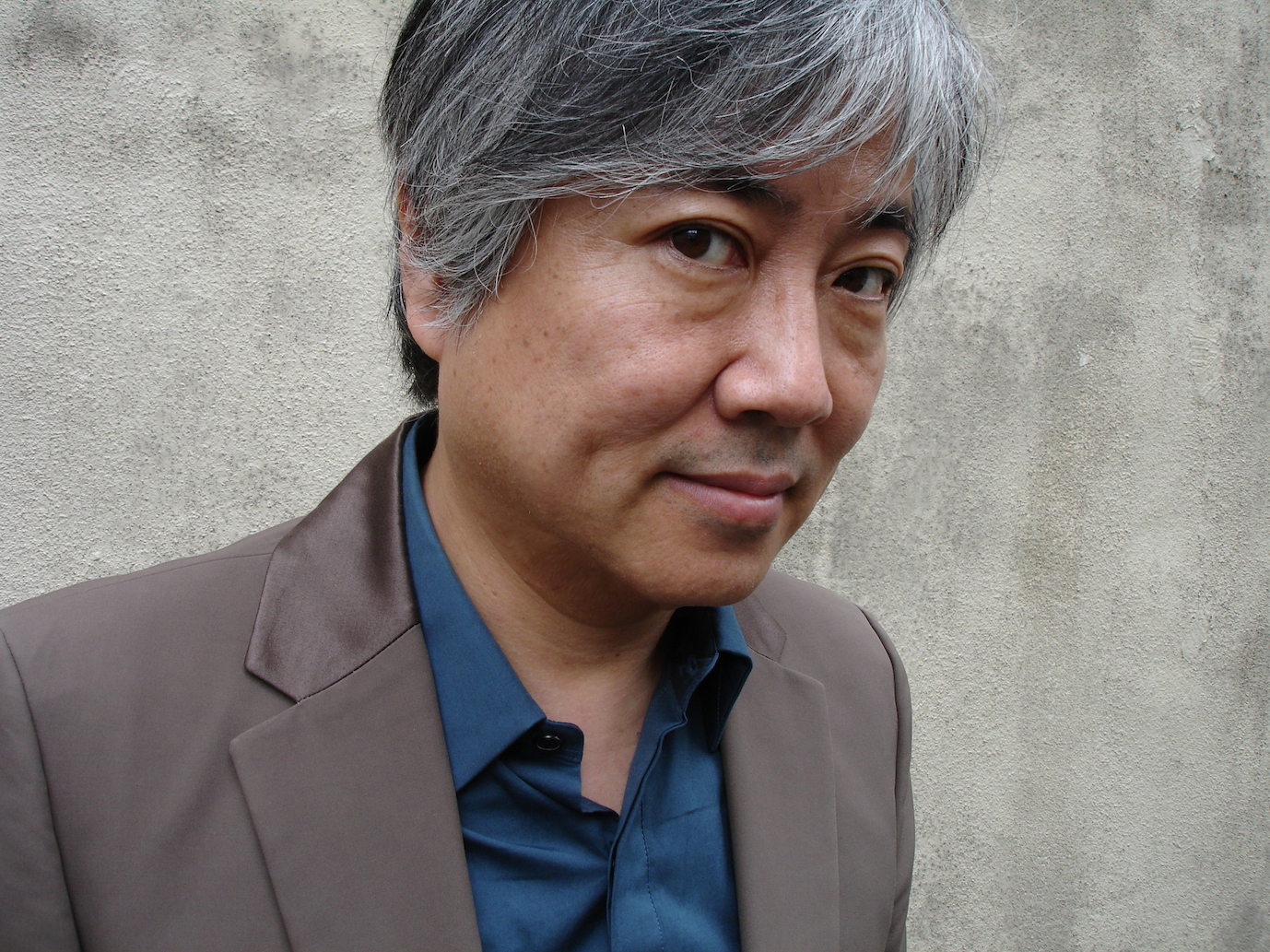
Yasuaki Shimizu

Yasuaki Shimizu, född 9 augusti 1954 i Shimada, Shizuoka prefektur är en japansk saxofonist. Han har främst varit verksam inom modern jazz, fusion och ambient, men har även tolkat klassisk musik av bland annat Bach. Under 1980-talets första hälft var han medlem i den experimentella musikgruppen Mariah som släppte ett antal album. Shimizu har även komponerat musik till flera filmer.

## Diskografi
- Get You!, 1978
- Far East Express, 1979
- Berlin, 1980
- IQ 179, 1981
- Kakashi, 1982
- Music For Commercials, 1987
- Dementos, 1988
- Aduna, 1989